# Heterallactis niphocephala
Heterallactis niphocephala är en fjärilsart som beskrevs av Turner 1940. Heterallactis niphocephala ingår i släktet Heterallactis och familjen björnspinnare. Inga underarter finns listade i Catalogue of Life.